# چارلز مانرینگ
چارلز مانرینگ (انگلیسی: Charles Manring; ۱۸ آگوست ۱۹۲۹ – ۷ اوت ۱۹۹۱) قایقران روئینگ اهل ایالات متحده آمریکا بود.
وی در مسابقات کشوری و بین‌المللی در مجموع برندهٔ ۱ مدال طلا شده‌است.